# 斯托里 (加利福尼亞州普盧默斯縣)
斯托里（英語：Storrie）是位於美國加利福尼亞州普盧默斯縣的一個人口普查指定地區。

## 地理
斯托里的座標為39°55′03″N 121°19′24″W / 39.91750°N 121.32333°W，而該地最高點為海拔高度544米（即1785英尺）。

## 人口
根據2010年美國人口普查的數據，斯托里的面積為0.217平方千米，當中陸地面積為0.217平方千米，而水域面積為0.000平方千米。當地共有人口4人，而人口密度為每平方千米18人。